# Ризофорови
Ризофоровите (Rhizophoraceae) са семейство растения от разред Малпигиецветни (Malpighiales).
Таксонът е описан за пръв път от южноафриканския миколог Христиан Хендрик Персон през 1806 година.

## Родове
- Anopyxis
- Anstrutheria
- Barraldeia
- Blepharistemma
- Bruguiera
- Bruguieria
- Carallia
- Cassipourea
- Ceriops
- Comiphyton
- Crossostylis
- Dactylopetalum
- Diatoma
- Endosteira
- Gynotroches
- Haplopetalon
- Haplopetalum
- Kandelia – Канделия
- Kanilia
- Karekandel
- Legnotis
- Macarisia
- Mangium
- Paletuviera
- Paradrypetes
- Pellacalyx
- Petalodactylis
- Petalotoma
- Plaesiantha
- Richaeia
- Sagittipetalum
- Sterigmapetalum
- Weihea